# Iruña-Veleia
Iruña-Veleia es el nombre de un yacimiento arqueológico situado en el municipio de Iruña de Oca a unos 10 km al oeste de la ciudad de Vitoria, en Álava, País Vasco (España), correspondiente a la antigua ciudad romana de Veleia. Se considera la ciudad más importante de los carietes o caristios.
El conjunto arqueológico de Iruña-Veleia, popularmente conocido desde el siglo pasado como el oppidum de Iruña, alberga los restos de época romana más significativos de la provincia de Álava y de todo el País Vasco. Además de su pasado romano conserva importantes evidencias de la etapa prerromana. Durante el medievo se instaló en su solar el priorato de Nuestra Señora de Iruña, de la Orden de San Juan, dependiente de la Encomienda de Burgos y Buradón.

## Situación
Iruña-Veleia ocupa una situación estratégica de control del paso sur de la Llanada alavesa hacia Treviño-Valle del Ebro. Los restos arqueológicos abarcan una superficie de más de 10 ha, delimitadas por un meandro del río Zadorra, al que se accede por los puentes de Trespuentes y Víllodas. Dista poco más de 10 km al oeste de Vitoria y pertenece al municipio de Iruña de Oca. Constituye un enclave destacado en el itinerario de la calzada romana Ab Asturica Burdigalam (Astorga-Burdeos). Así, aunque la mayoría de los investigadores ya aceptaban la identificación de este yacimiento con la ciudad caristia de Veleia mencionada en dicho itinerario y por otras fuentes literarias antiguas, se halló por fin, en octubre de 2012. un ara con el gentilicio veleiano inscrito que despejaba cualquier duda.

## Historia de las investigaciones
Las primeras referencias al pasado de Iruña datan del siglo XVI (manuscrito de Diego de Salvatierra). Los primeros trabajos de campo de los que se tiene constancia corresponden a la "Comisión de Monumentos de Álava" en el siglo XIX, con Florencio Janer a la cabeza de la misma. 
En torno a 1900 el erudito y presbítero Jaime de Verástegui realizó investigaciones al norte del recinto amurallado, poniendo al descubierto restos de una gran estructura que, popularmente, fue identificada como castellum acquae (en realidad un antiguo edificio altoimperial, posteriormente englobado en el trazado de la muralla tardorromana). Durante el período 1949-1954, Gratiniano Nieto Gallo emprendió la excavación de varios sectores, exhumando restos de edificios en el interior del recinto amurallado y limpiando una parte de éste por el exterior. En 1974-75 Juan Carlos Elorza Guinea llevó a cabo una campaña junto a la puerta principal de la muralla. En 1994 se iniciaron las investigaciones de Eliseo Gil Zubillaga. 
Durante 2005-2007 se ha llevado a cabo el "Estudio histórico-arqueológico de Iruña-Veleia", promovido por el Ayuntamiento de Iruña de Oca, financiado por el Departamento de Cultura del Gobierno Vasco y autorizado por la Diputación Foral de Álava. Contaba entre sus objetivos la delimitación espacial y cronológica del yacimiento, para el establecimiento de su régimen de protección específico. En este marco se han efectuado centenares de sondeos estratigráficos en el exterior de las murallas, así como un programa de fotografía aérea que ha revelado extensas zonas de la ciudad altoimperial en buen estado de conservación.

En 2007 se ha redactado también el "Plan director de rehabilitación de las murallas de Veleia", promovido por el Ayuntamiento de Iruña de Oca, financiado por el Ministerio de Cultura y autorizado por la Diputación Foral de Álava. Este documento de trabajo ofrece un diagnóstico sobre el estado de las murallas veleienses, recogiendo también sus diferentes patologías y proponiendo criterios para su conservación. Para la redacción del Plan se han llevado a cabo más de una veintena de registros estratigráficos, para establecer el trazado de la muralla allá donde no se conocía, sus fases de construcción, utilización y amortización. Las secuencias recuperadas presentan en algunos casos varios metros de potencia conservada. Todas estas actividades y trabajos han quedado de momento en suspenso, a raíz de los recientes acontecimientos. 

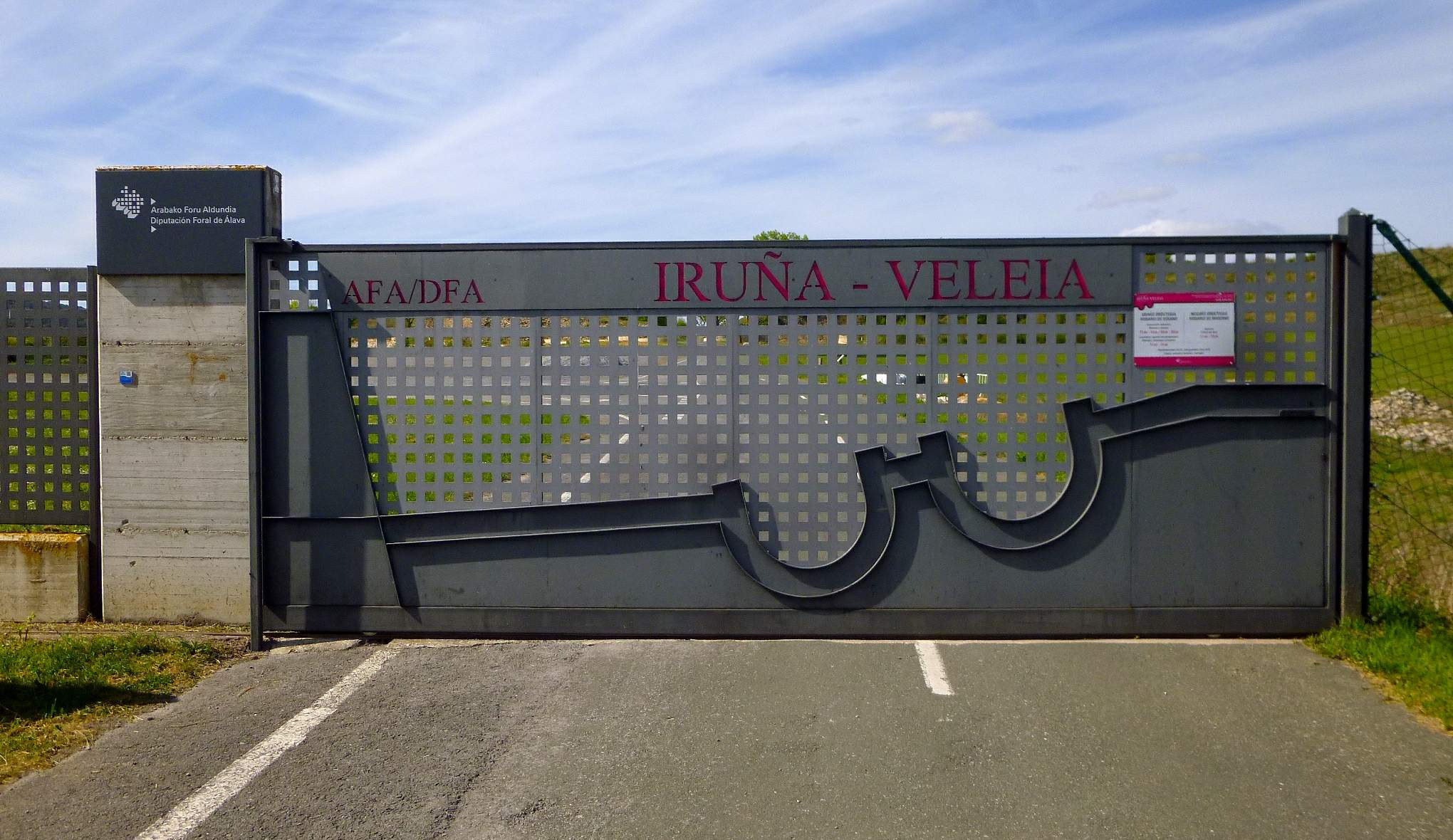
Acceso a Iruña-Veleia desde la carretera que une el yacimiento a Víllodas

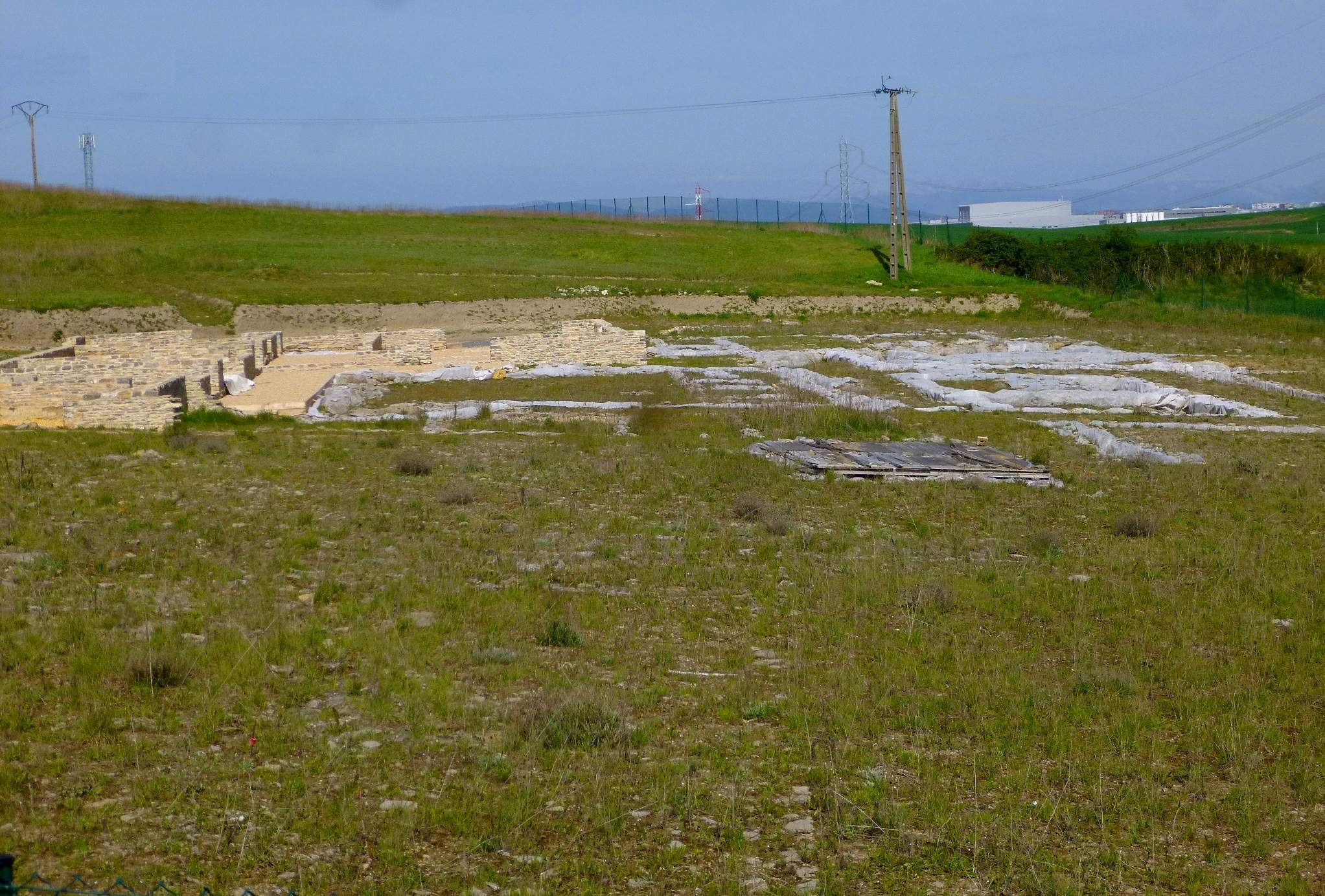
Aspecto del yacimiento en abril de 2017

Una comisión científica, encargada en enero de 2008 por la Diputación Foral de Álava para evaluar los hallazgos, hizo públicas sus conclusiones, estableciendo la falsedad de los llamados "hallazgos excepcionales". La Diputación foral de Álava revocó inmediatamente el permiso de excavación a Lurmen, S.L. (la empresa arqueológica concesionaria de las excavaciones, propiedad de Eliseo Gil Zubillaga), permaneciendo cerrado desde entonces hasta el verano del 2010.
El 5 de octubre de 2009, la diputada foral de Cultura, Lorena López de Lacalle, anunció la próxima firma de un convenio que ofrezca un marco de actuación para la elaboración del Plan Director del yacimiento. La coordinación de este trabajo ha recaído en la UPV-EHU, aunque la diputada remarcó que «habrá implicación y participación de un amplio equipo multidisciplinar de investigadores», para lo que ya tienen contactados una quincena de expertos.
En el año 2012 hallan fuera del recinto amurallado una vía de 6 metros de ancho con aceras decorticadas y un gran edificio público romano. Se estima que hubo zona urbana con asentamientos extramuros hasta al menos el siglo V.

## Historia
El yacimiento arqueológico de Iruña abarca más de 1500 años de historia, desde el primer milenio a. C. hasta el siglo V d. C., con un epílogo tardoantiguo y medieval. Los hallazgos realizados en el entorno, así como en la misma área de la ciudad amurallada, indican que en el lugar donde luego se alzaría Veleia ya existió un gran poblado que, pesumiblemente, fue el referente (como lugar central) de todo el ámbito del valle del Zadorra.

### Primer milenio a.C. (Edades de Bronce y Hierro)

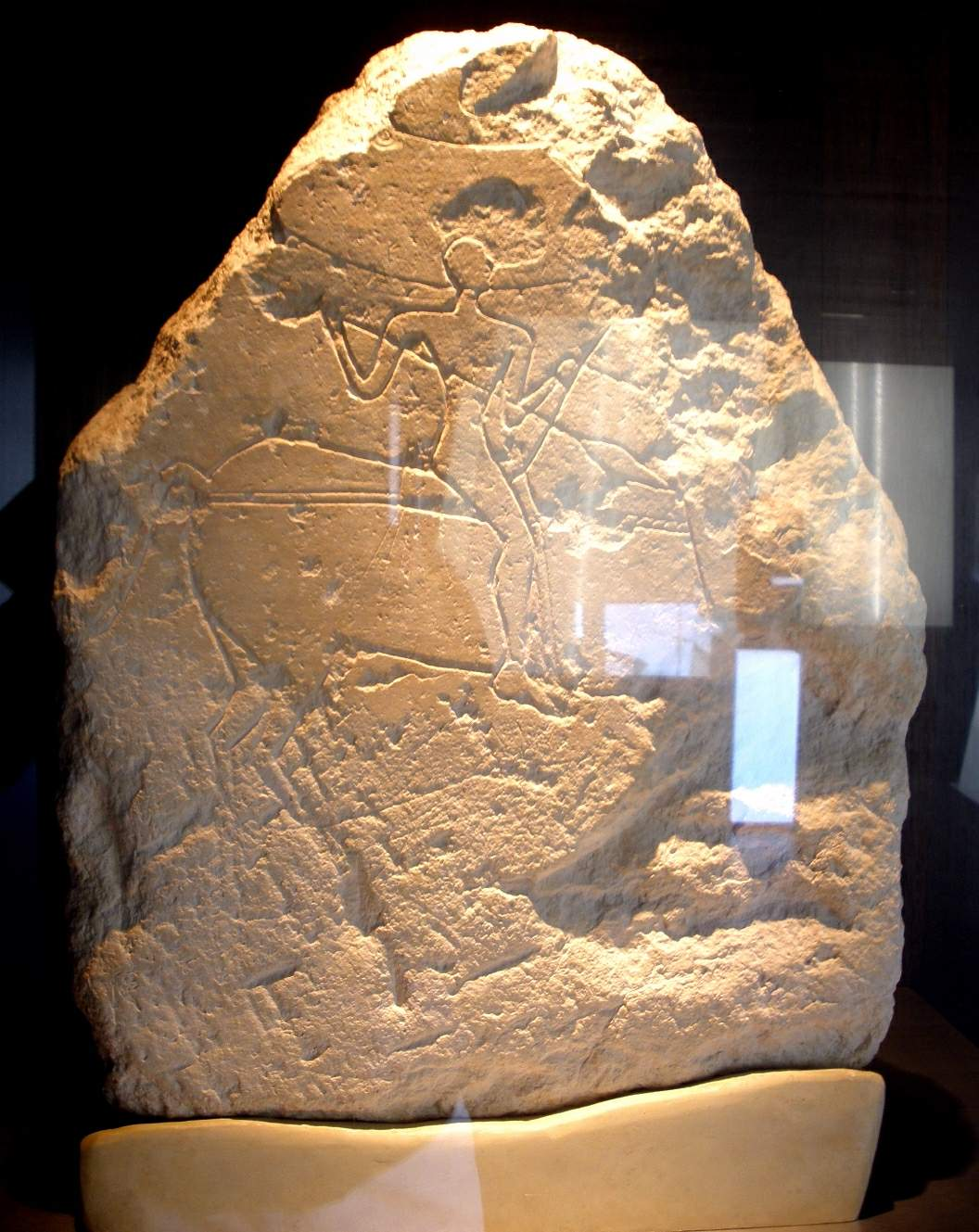
Estela del Jinete, datada en los siglos II a I a. C. Se exhibe en la sección de Arqueología del Museo Bibat de Vitoria

La primera ocupación del área de Iruña se ha datado en el Bronce Medio y el Bronce Final y mantiene su ocupación durante todo el primer milenio a. C. 
Las viviendas halladas son rectangulares y circulares, se parecían a las documentadas en otros cercanos poblados, como el de Atxa (Vitoria) y evidencian la transición entre la Edad del Bronce final y la Edad del Hierro con incorporaciones de elementos de los modelos mediterráneos a partir del Hierro II. Se asientan sobre postes clavados en agujeros realizados en la roca base del terreno o mediante cimentaciones de zapata continua hechas con lajas de caliza, con paredes de adobe, tapial y ramajes y techumbres vegetales y tienen un fondo de cabaña. 
Hay constancia, basada en los ajuares recuperados, de influencias culturales diversas procentes del continente, la meseta y el Valle del Ebro. Durante la segunda Edad del Hierro es cuando se da un importante avance con el desarrollo de la metalurgia del hierro, el torno rápido para la alfarería o el molino circular con un desarrollo de la agricultura de cereales.
Entre los hallazgos de este periodo hay que destacar la denominada Estela del Jinete, una obra singular de la plástica prerromana peninsular y pieza destacada del Museo de Arqueología de Álava. Se trata de una lápida, datada entre los siglos II al I a. C., que representa un guerrero a caballo sobre un creciente lunar.

### SiglosI-Vd.C. (Época Romana)
En el Área Sacra del Largo Argentina en Roma se ha hallado una inscripción honorífica a Augusto por parte de la comunidad de Carietes y Vennenses (grupos humanos a los que pertenecerían los habitantes de Iruña-Veleia); se trata de uno de los primeros indicios del contacto entre los habitantes del poblado de Veleia con los romanos. Los hallazgos arqueológicos sitúan los primeros cambios en época tiberiana, que poco a poco va siendo más intensos, llegando a una importante remodelación de época flavia que coincide con una consolidación del poblamiento altoimperial del entorno.
En la primera mitad del siglo I.d. C. –época julio-claudia– las cabañas del poblado son sustituidas por las primeras casas hechas "a la romana". Las habitaciones de estas viviendas urbanas o domus rodeaban un patio central, dotado de cisterna de opus caementicium u hormigón romano.
El final de ese siglo –época flavia– constituye para la ciudad de Iruña-Veleia su momento de mayor esplendor. Algunas de las domus se rehacen completamente, reedificándose con mayor porte, como es el caso de la llamada Domus del Impluviumo de Pompeya Valentina. Espacios y edificios públicos completaban este espacio típicamente urbano. A esta etapa corresponderían los pavimentos de mosaicos y grandes estructuras recientemente localizados en la zona sur, junto al río. En el siglo II también se realizan importantes reformas, como recrecidos de pavimentaciones, amortizaciones de saneamientos y otras. Esta etapa es la de mayor esplendor de la ciudad, que llega a ocupar 80 ha. A esta época corresponden las citas de Plinio el Viejo y de Ptolomeo que la cita entre los oppida mediterráneos de los caristios.
A esa fase correspondería también la cita de Plinio, quien nos informa de su inclusión en el convento cluniense, al que carietes y vennenses se adscribían con cinco civitates (NatHist III, 26: In Cluniensem conventum... Carietes et Vennenses V civitatibus vadunt, quarum sunt Velienses...). Del mismo modo se recoge por Ptolomeo (Geog. II, 6, 64), que cita "Velia" entre las ciudades interiores de los caristios.
Conocemos mejor la ciudad de fines de siglo III y mediados del IV d. C. –época tardoantigua–. La recesión económica del momento hizo que se abandonaran paulatinamente edificios antes ocupados. Es en estos años cuando se emprende la última gran obra pública en Veleia, la construcción de la muralla que delimita una ciudad de algo más de 10 ha., que, al igual que otros privilegiados núcleos urbanos de la vía entre Asturica Augusta (Astorga, León) y Burdigala (Burdeos, Francia), se provee ahora de este tipo de defensas. 
La Notitia Dignitatum, documento que describe el despliegue de las tropas romanas en el cambio del siglo IV al V d. C. menciona una unidad de infantería asentada en la ciudad (Pars Prima. In partibus Occidentis XLII, 32: Hispaniae [...] Tribunus Cohortis Primae Gallicae, Veleia"); unidad cuyo nombre completo era Cohors I Gallica Equitata Civium Romanorum.
La irrupción de los bárbaros en la península a principios del siglo V d. C. no supuso un corte total en la historia de Veleia. Los últimos datos arqueológicos sobre la ciudad corresponden a enterramientos de finales del siglo V d. C. ocupando espacios de habitación ya abandonados.

### Siglos V-XIV (Tardoantigüedad-Edad Media)

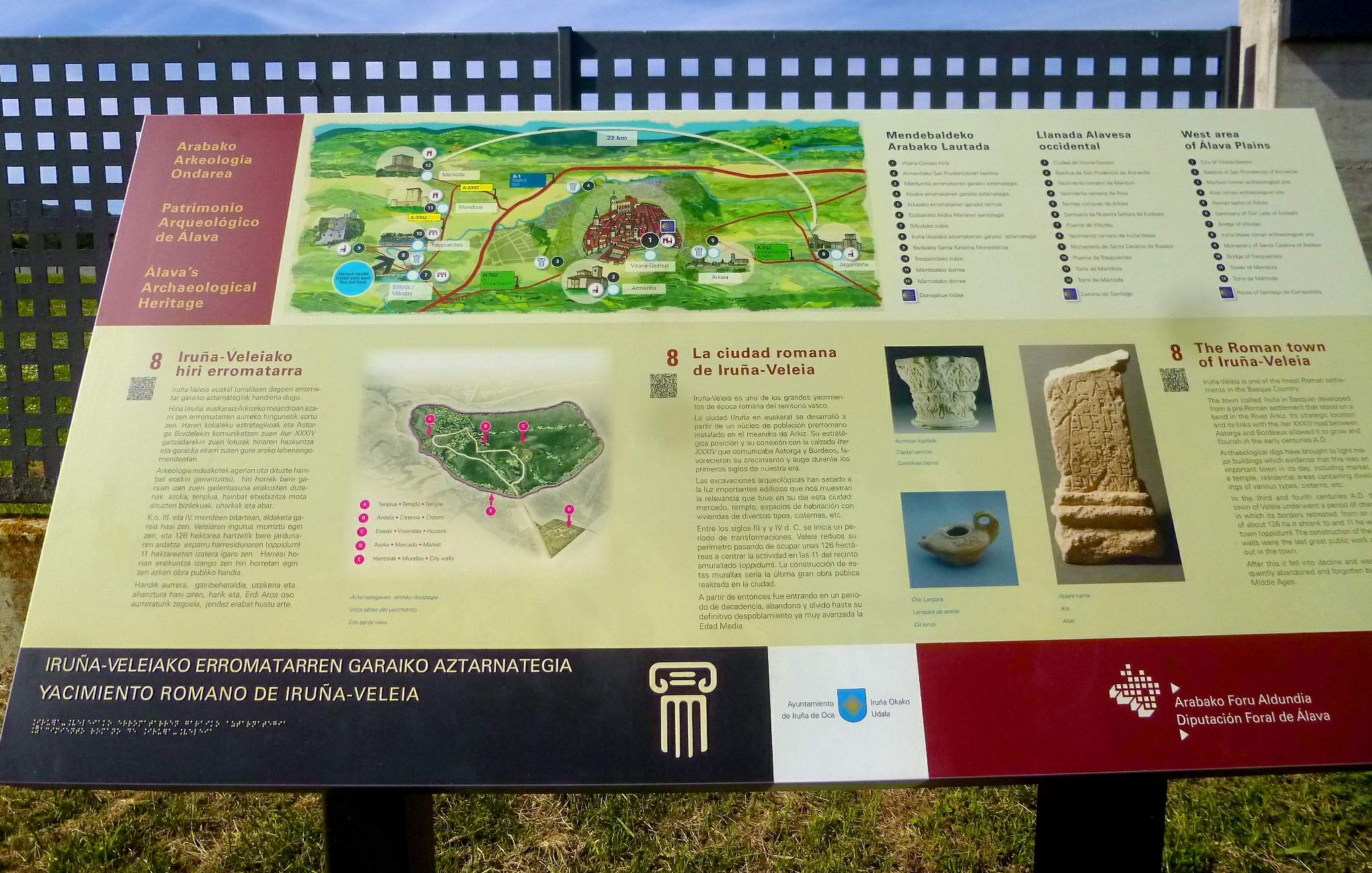
Panel informativo in situ

Durante el siglo III Veleia redujo considerablemente su superficie urbana aunque mantenía una cierta importancia dentro de la Hispania romana. Contaba con más de 10 ha de extensión. En esa época se construye la muralla, esta sería la última gran obra pública realizada en la ciudad. Las domus pierden su carácter residencial y se ocupan parcialmente, dedicando algunas áreas de las mismas a funciones subalternas. Los siglos siguientes marcan el final de la ciudad, se encuentran enterramientos en recintos habitacionales, marcando su abandono. 
El siglo IV traería una cierta recuperación, algunos lugares ocupados por viejos edificios públicos son ocupados por casas particulares y talleres artesanales. No hay mucha información sobre lo que ocurrió en la ciudad romana entre el final del imperio y la Baja Edad Media. 
Se sabe que a mediados del siglo XIV estaba instalado un priorato de la orden de San Juan de Jerusalén, Rodas y Malta, cuyos edificios podían verse hasta el siglo XIX, tal y como manifiesta Ricardo Becerro de Bengoa, que lo describe de esta maneraː 

Alcanzamos a ver el ruinoso edificio de un templo gótico de principios del siglo XIII. Se compone de una sola nave, de diez metros de longitud por cuatro de anchura y está labrado en piedra sillar. En las redondas claves del techo destaca la cruz de Malta,

A principios de 2012, el historiador Julio Núñez, director del yacimiento romano en ese momento, excava un área de unas 3 ha, descubriendo parte de las instalaciones monacales del priorato, que por su tamaño fue de gran importancia. Se cree que dichas instalaciones fueron relevantes debido a que se ubicaban en la vía romana XXXIV o Ab Asturica Burdigalam (Astorga-Burdeos) (iter XXXIV) que fue parte principal del Camino de Santiago.

## Restos arqueológicos

### Muralla

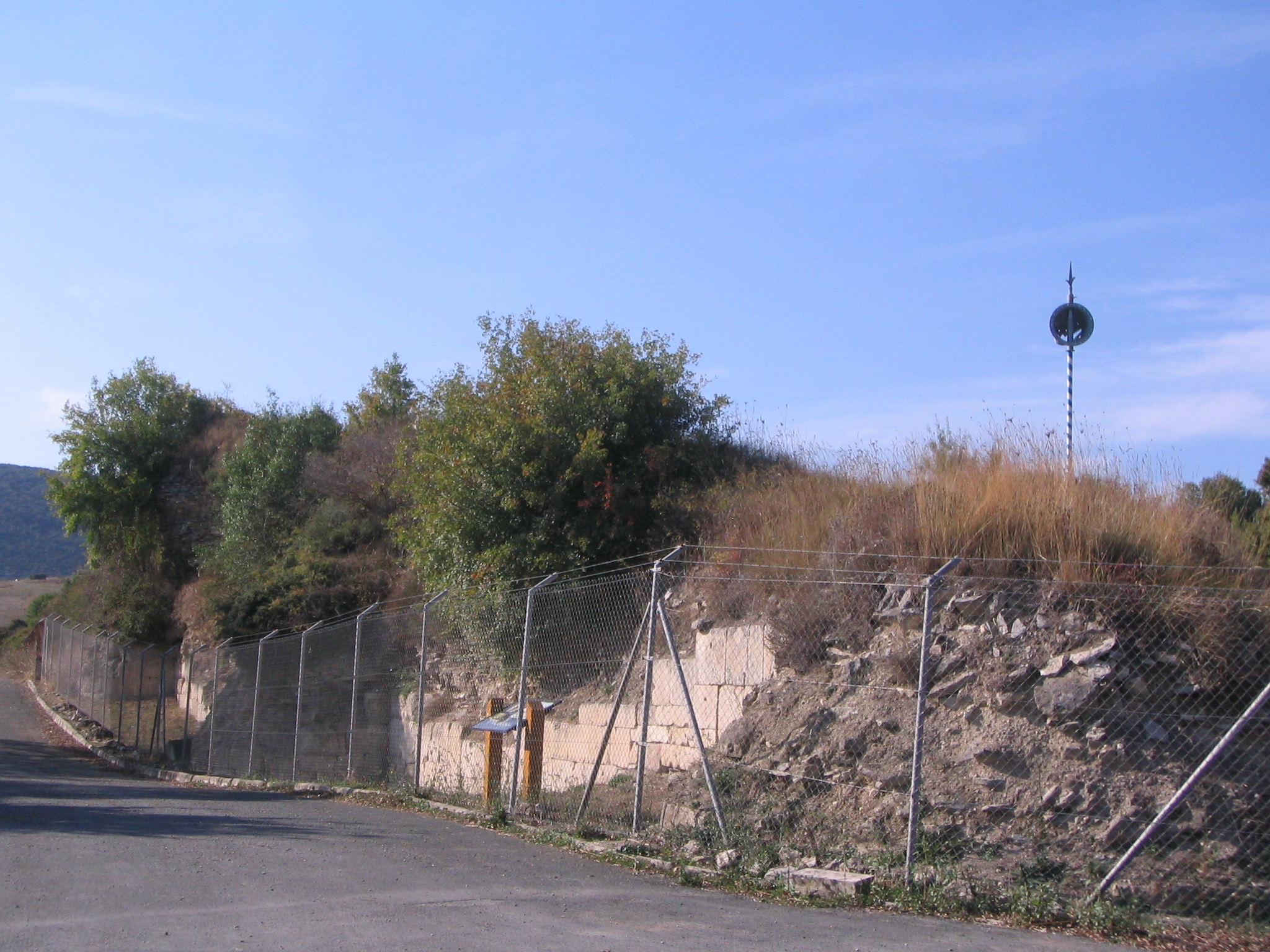
Vista parcial de la muralla. Se aprecia el recubrimiento en sillería del tramo cercano a la puerta principal

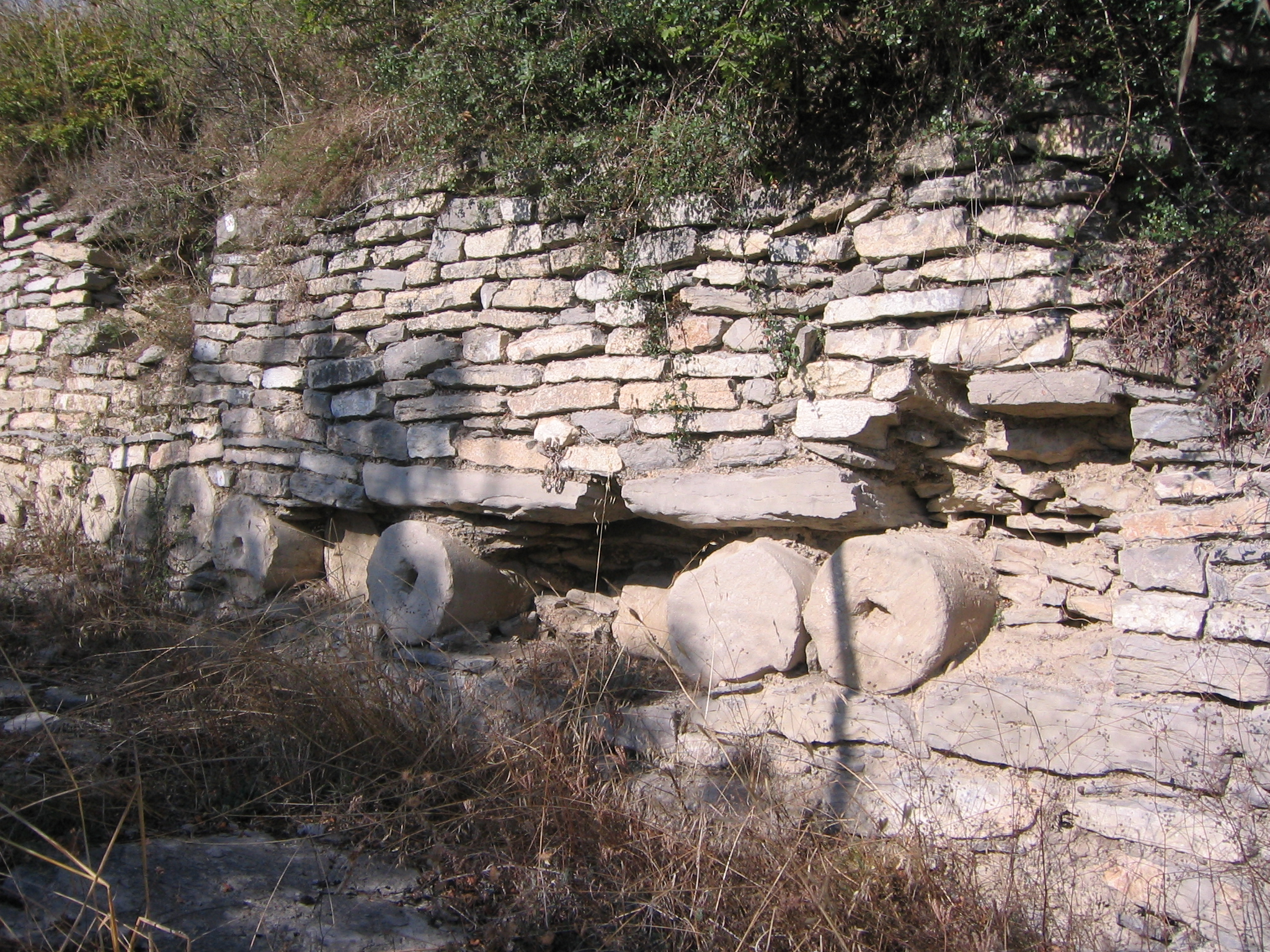
Detalle de la construcción de la muralla. Aprovechamiento de fustes de columnas

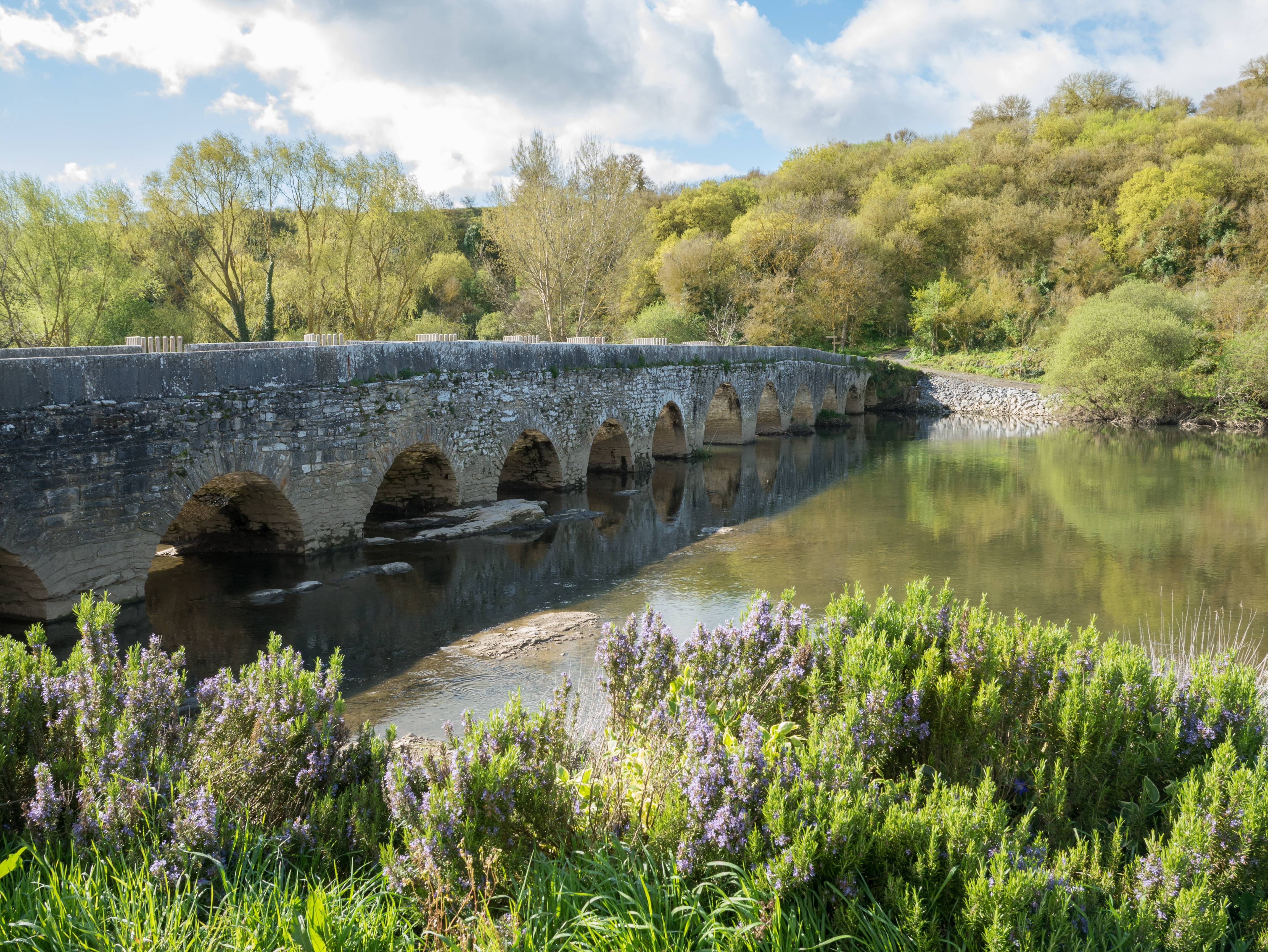
Puente de Trespuentes

Las murallas de Veleia rodean el oppidum, con un perímetro de más de 1200 m y un área de 10 ha en su interior. Poseen una altura media de 9 m y una anchura que varía entre los 4 y los 5,5 m . Están construidas con un núcleo de tongadas de piedra con argamasa de cal que rellena el espacio creado por dos lienzos exteriores. Por su tamaño se encuentra en una posición intermedia entre las ciudades de Lucus Augusti (actual Lugo) y Barcino (actual Barcelona). Está considerada como una de las obras romanas más importantes del País Vasco.
Posee, según lo descubierto hasta el momento, tres puertas, dos de ellas monumentales (las del sur y el este, la del norte es la tercera puerta) y dos poternas secundarias (oeste y noroeste)
Se estima que fueron construidas a finales del siglo III o inicios del IV, en la época denominada tetrárquica, con una finalidad comercial y económica más que militar, que obedecía a una nueva organización de la estrategia imperial, por la que determinadas ciudades que ejercían de nudos de comunicación se fortificaron para asegurar la recaudación y transporte del impuesto annona militaris. La construcción de la muralla se realizó en un corto periodo de tiempo y en ella se utilizaron materiales reaprovechados de otras construcciones anteriores como tambores de columnas, epígrafes, aras o altares. El uso de las murallas se extendió hasta el abandono de la ciudad. Entre los siglos IV y V se llegó a ocupar toda la superficie cercada, incluso la calle de ronda interior.
Las murallas fueron los primeros vestigios que se conocieron del asentamiento de Veleia. La utilización por los habitantes de la zona de sus materiales para la construcción (se utilizó como cantera) deterioró partes importantes de las mismas, en particular la puerta principal.
Gratiniano Nieto fue el primer autor que se interesó por estas murallas. Tras la publicación de sus trabajos, Alberto Balil realizó diferentes estudios que pusieron de relieve la diferencia de paramentos, sillería frente a mampostería, o el contraste de las plantas de las torres, cuadradas y semicirculares. Juan Carlos Elorza hizo hincapié en el carácter militar de la fortificación. Con las nuevas investigaciones realizadas en el yacimiento y la relevancia que ha obtenido, Carmen Fernández Ochoa y Ángel Morillo así como el propio equipo arqueológico que investiga Veleia, han realizado nuevos estudios.

## Hallazgos
La gran dimensión de este conjunto arqueológico (tanto en extensión como en secuencia histórica), así como su buen estado de conservación, han motivado la aparición de notorios hallazgos, conforme se han ido desarrollando los diferentes trabajos de campo e investigaciones a lo largo del tiempo. Los descubrimientos han ido enriqueciendo el patrimonio público alavés, incorporándose a los fondos y exposición del Museo de Arqueología de Álava, de la Diputación Foral de Álava, cuya visita resulta indispensable para conocer la cultura material de Iruña/Veleia y su contexto.

### Dama de Iruña
Descubierta en 1845, es parte de una estatua de mármol blanco, de tamaño mayor que el natural (conservando casi metro y medio de alto), que representa a una figura femenina con manto. Se encontró sin la cabeza, parte de las piernas y las manos, entre los escombros de la puerta sur de las murallas de Veleia. Reconocidos autores, como José María Blázquez, han ponderado su calidad, atribuyéndola a la representación de una emperatriz del siglo primero, como Livia o Agripina. Como curiosidad hay que señalar que casi 150 años después fue encontrada la mano izquierda de esta escultura, entre los materiales traídos (presumiblemente desde el entorno de Veleia), con destino al ajardinamiento de la zona norte de Vitoria. Hoy día la mano está de nuevo ensamblada en la estatua, tal y como puede verse en el Museo de Arqueología.

### Escultura thoracata
Fragmento escultórico de una figura humana, vistiendo coraza e indumentaria militar, a la que le faltan la cabeza y las extremidades. Tallada en fino mármol blanco, con unos 26 cm de altura conservada, fue recogida sumariamente en la publicación de Gratiniano Nieto, y por Paloma Acuña Castroviejo en su tesis sobre las esculturas thoracatas. Para esta autora la pieza dataría del segundo tercio del siglo segundo. Podría ponerse en relación con la representación de Marte, en el contexto de un larario o altar doméstico. La escultura procede de un antiguo hallazgo y por diversos avatares acabó en manos privadas. En la actualidad forma parte de los fondos del Museo de la Fundación Lázaro Galdiano de Madrid.

## Hallazgos epigráficos de 2006
En junio de 2006 se filtraron a los medios de comunicación una serie de hallazgos llevados a cabo por un equipo arqueológico dirigido por Eliseo Gil, que fueron presentados como si tuvieran una importancia comparable a los encontrados en yacimientos como Vindolanda en el Reino Unido o Pompeya en Italia. Se trataba de una gran cantidad de óstraca (cerámica con inscripciones) datadas inicialmente entre los siglos III y VI, que incluían jeroglíficos egipcios, una representación del Calvario, así como una serie de vocablos en euskera, con un sorprendente parecido a la lengua actual, que causaron de inmediato el asombro de la comunidad de filólogos, arqueólogos e historiadores.
El Calvario contenía una representación de Jesús crucificado grabada en una pequeña pieza cerámica de diez centímetros cuadrados. En la escena del monte Gólgota, junto a Jesús crucificado, aparecen los ladrones Dimas y Jestas, así como dos figuras que podrían representar a la Virgen y San Juan. En la parte superior de la cruz se lee el epitafio RIP (requiescat in pace, descanse en paz), lo que, de ser auténtica la inscripción, supondría asimismo ser una de las primeras inscripciones de este epitafio conocidas, siendo el más antiguo de los encontrados en la península. El epitafio debiera ser INRI, ya que RIP implicaría la muerte de Cristo, algo contrario a las creencias de los cristianos. No existe ninguna representación de la crucifixión de Cristo previa a Constantino.
Las inscripciones latinas presentan una enorme cantidad de singularidades, por usar elementos del lenguaje moderno, inexistentes en latín antiguo, como son los signos de puntuación, comillas, mayúsculas al comienzo de frase, signos de equivalencia, uso de /Ζ/ o /Ј/, palabras de origen moderno e incluso ajenas al latín como la italiana cuore, uso de fonemas modernos, como el "qu" (1500 años posterior), "th", "sh" (Inglaterra, s. XIII) y una larga lista descrita en los diversos informes de los expertos.
Los jeroglíficos egipcios daban pie a numerosas preguntas al no ajustarse a las convenciones sobre el uso de dicha escritura ni tener lectura lógica alguna y hallarse a mucha distancia del territorio en que se usó. Las transcripciones latinas que los acompañaban eran anacrónicas, por ejemplo la traducción de Nefertiti, que es una simple convención del siglo XIX creada por arqueólogos británicos, es algo imposible en un grafito del s. III. No existe ninguna referencia a Nefertiti antes del siglo XX.
Las palabras en euskera halladas formaban expresiones reconocibles y se adelantaban en más de cinco siglos a las glosas emilianenses. Esa posibilidad pretendía reforzar la hipótesis de que los pueblos prerromanos várdulos y caristios eran de habla vasca y por lo tanto cerraría definitivamente la controversia sentada en torno a la teoría de la vasconización tardía, tal como remarcó en su momento el lingüista Joaquín Gorrochategui:

Pero a nadie se le escapa la importancia que tiene afinar entre el III y el VI. No es lo mismo que los materiales [vascos] sean de un siglo u otro. Si fueran del III, estaríamos en pleno ámbito romano; si del VI, en los inicios de la época visigótica. Y las implicaciones de cada una de estas cronologías son importantísimas para apuntalar o refutar teorías diferentes.
Los textos hallados en Iruña-Veleia están escritos «inequívocamente» en euskara, en Gara 16/6/2006

Sin embargo, el propio Joaquín Gorrochategui no tardó en manifestar serias dudas sobre la autenticidad de los hallazgos.
La importancia del descubrimiento y la posterior polémica dieron lugar a que la Diputación Foral de Álava encargara a un equipo de 26 expertos la evaluación de los hallazgos. El día 19 de noviembre de 2008 una representación de este equipo hizo públicas sus conclusiones cuestionando la autenticidad de muchos de ellos.
La primera medida adoptada por la Diputación Foral de Álava a la vista de esos informes fue la revocación de la licencia de excavación a la empresa Lurmen S.L. que se encargaba de las excavaciones arqueológicas del yacimiento bajo la dirección del arqueólogo Eliseo Gil, anunciando además la solicitud al Ministerio Fiscal para que analice los hechos por si fueran constitutivos de delito. Por su parte, ante las acusaciones de falsificación, la empresa "Lurmen S.L." no descarta presentar una querella criminal por injurias y calumnias. Sin embargo, Eliseo Gil ha negado validez a las conclusiones de la comisión.
El 5 de diciembre de 2008 la Diputación Foral de Álava presentó una denuncia ante la fiscalía de Vitoria contra la empresa Lurmen SL por un presunto delito de ataque al patrimonio cultural.
El 16 de enero de 2009 se hicieron públicos los distintos informes que redactó la comisión. El 25 de marzo de dicho año, la Diputación Foral materializó en el juzgado de guardia de Vitoria una querella penal contra tres personas, y anunció la apertura paralela de un expediente administrativo sancionador a Lurmen, S.L. En 2014 un informe del Instituto del Patrimonio Cultural de España, solicitado por el juzgado de Álava que instruye la causa contra los responsables de Lurmen, concluyó que 35 de las 39 piezas que se les habían presentado para ser analizadas en el curso de la instrucción eran falsas. El informe señalaba, entre otras cosas, la presencia de elementos metálicos como acero inoxidable, incompatibles con la época pretendida, y costras seccionadas por las incisiones, lo que indica que estas se hicieron después de haber permanecido enterradas las piezas.